# Rhodophthitus commaculata
Rhodophthitus commaculata är en fjärilsart som beskrevs av W. Warren 1897. Rhodophthitus commaculata ingår i släktet Rhodophthitus och familjen mätare. Inga underarter finns listade.